# Riad Bajić
Riad Bajić (ur. 6 maja 1994 w Sarajewie) – bośniacki piłkarz występujący na pozycji napastnika. Od 2017 roku jest zawodnikiem Udinese Calcio.
Wcześniej występował w FK Željezničar. W 2017 roku zadebiutował w reprezentacji Bośni i Hercegowiny.